# 1143
1143 (MCXLIII) var ett normalår som började en fredag i den julianska kalendern.

## Händelser

### September
- 26 september – Sedan Innocentius II har avlidit två dagar tidigare väljs Guido di Castello till påve och tar namnet Celestinus II.

### Oktober
- 5 oktober – Kastilien och Leon erkänner Portugals oberoende.[1]

### Okänt datum
- Cisterciensorden kommer till Sverige. Alvastra, Nydala och Lurö kloster grundas, men det sistnämnda överges snart. De första munkarna kommer från Clairvaux.
- Greve Adolf III grundar Lübeck.

## Födda
- Vilhelm Lejonet, kung av Skottland 1165–1214 (född detta eller föregående år).
- Beatrice I av Burgund, regerande grevinna av Burgund, samt även och tysk-romersk kejsarinna genom äktenskap.

## Avlidna
- 24 september – Innocentius II, född Gregorio Papareschi, påve sedan 1130.
- Gertrud av Süpplingenburg, tysk regent.

### Fotnoter
1. ↑  World Statesmen